# Edgeworthstown
Edgeworthstown (irl. Meathas Troim) – miasteczko w Irlandii, w prowincji Leinster, w hrabstwie Longford. Według danych szacunkowych Głównego Urzędu Statystycznego Irlandii, w kwietniu 2016 roku miejscowość liczyła 2 072 mieszkańców.

## Osoby związane z miejscowością

### Urodzeni
- Francis Edgeworth (1845–1926) – irlandzki ekonomista
- Bernard A. Maguire (1818–1886) – irlandzki jezuita, rektor Uniwersytetu Georgetown.

### Związani
- Maria Edgeworth (1768–1849) – angloirlandzka pisarka, mieszkała w Edgeworthstown House